# Maurice IV de Craon
Pour les autres membres de la famille, voir Famille de Craon.
Maurice IV de Craon, peut-être né vers 1224 et mort en mai 1250, est seigneur de Craon, de Sablé, de Chantocé et d'Ingrandes et sénéchal d'Anjou et de Touraine du 12 mai 1226 à sa mort.

## Biographie
Maurice IV de Craon est le fils d'Amaury Ier de Craon, seigneur de Craon, et de Jeanne des Roches,. Il est peut-être né vers 1224.

### Seigneur de Craon
Il devient seigneur de Craon en succédant à son père à la mort de celui-ci, le 12 mai 1226,. Il est également seigneur de Sablé, de Chantocé et d'Ingrandes et sénéchal d'Anjou et de Touraine.
Il est alors mineur et est cité avec sa mère Jeanne des Roches,. Après la mort de sa mère, son tuteur est Raoul III de Fougères, beau-frère de Maurice.
Comme Maurice IV est mineur, sa mère prête en 1227 serment au roi de France Louis IX pour la charge de sénéchal d'Anjou,. En février 1229, Maurice IV prend part à un tournoi à Compiègne,. Ce n'est qu'en octobre 1245, qu'il fait lui-même hommage au roi,, ce qui tend à montrer qu'il est mineur jusque-là.
On ne connaît pas de sceau de Maurice IV de Craon,.
Il meurt en mai 1250, et est enterré le 27 mai 1250 à l'abbaye de Bellebranche.

### Mariage et descendance
Maurice IV de Craon est marié à Isabelle de la Marche,, fille d'Hugues X de Lusignan, comte de la Marche (1219-1249) et de son épouse Isabelle d'Angoulême. Par sa mère, Isabelle est la demi-sœur du roi d'Angleterre Henri III. Avant son mariage avec Maurice IV de Craon, elle est d'abord promise au frère du roi de France Louis IX, Alphonse de Poitiers, mais cet engagement n'est pas suivi d'effet. Elle meurt le 14 janvier 1300, et est enterrée dans la nécropole familiale des Craon dans la chapelle Saint-Jean-Baptiste de l'église des Cordeliers d'Angers, fondée par son fils Maurice V,.
Maurice IV de Craon et Isabelle de la Marche ont cinq enfants :
- Amaury II de Craon, qui succède à son père[9],[2] ;
- Maurice V de Craon, qui succède à son frère[9],[2] ;
- Olivier, nommé archevêque de Tours le 24 mai 1285 mais mort avant d'être sacré le 24 août 1285 à Rome[9],[2] ;
- Marguerite, qui épouse en 1262 Renaud de Pressigny[10],[2] ;
- Jeanne, qui épouse vers 1274 Gérard II Chabot, fils de Gérard Ier Chabot et d'Eustachie de Retz[11],[2].